# Дёшемеалты
Дёшемеалты (тур. Döşemealtı) — район в провинции Анталья (Турция), в настоящее время — часть города Анталья.